# 红交叉棘虫
红交叉棘虫（学名：Acanthochiasma rubescens）为交叉棘虫科交叉棘虫属的动物。分布于大西洋、地中海以及中国东海、南海等海域。